# Parasterinopsis orchidacearum
Parasterinopsis orchidacearum är en svampart som beskrevs av Bat. & Peres 1963. Parasterinopsis orchidacearum ingår i släktet Parasterinopsis och familjen Asterinaceae.   Inga underarter finns listade i Catalogue of Life.